# Аркадія (Південна Кароліна)
Аркадія (англ. Arcadia) — переписна місцевість (CDP) в США, в окрузі Спартанберг штату Південна Кароліна. Населення — 3246 осіб (2020).

## Географія
Аркадія розташована за координатами 34°57′40″ пн. ш. 81°59′35″ зх. д. / 34.96111° пн. ш. 81.99306° зх. д. (34.961075, -81.993118).  За даними Бюро перепису населення США в 2010 році переписна місцевість мала площу 5,09 км², з яких 5,08 км² — суходіл та 0,01 км² — водойми.

## Демографія
Згідно з переписом 2010 року, у переписній місцевості мешкали 2634 особи в 995 домогосподарствах у складі 616 родин. Густота населення становила 518 осіб/км².  Було 1155 помешкань (227/км²).
Расовий склад населення:
| - 56,8 % — білих - 16,1 % — чорних або афроамериканців - 3,3 % — азіатів - 1,0 % — корінних американців - 0,2 % — вихідців з тихоокеанських островів - 19,2 % — осіб інших рас |

До двох чи більше рас належало 3,4 %. Частка іспаномовних становила 34,5 % від усіх жителів.
За віковим діапазоном населення розподілялося таким чином: 26,3 % — особи молодші 18 років, 64,6 % — особи у віці 18—64 років, 9,1 % — особи у віці 65 років та старші. Медіана віку мешканця становила 29,9 року. На 100 осіб жіночої статі у переписній місцевості припадало 103,1 чоловіків;  на 100 жінок у віці від 18 років та старших — 105,1 чоловіків також старших 18 років.
Середній дохід на одне домашнє господарство  становив 35 600 доларів США (медіана — 30 662), а середній дохід на одну сім'ю — 39 206 доларів (медіана — 30 500). За межею бідності перебувало 44,7 % осіб, у тому числі 58,8 % дітей у віці до 18 років та 0,0 % осіб у віці 65 років та старших.
Цивільне працевлаштоване населення становило 1380 осіб. Основні галузі зайнятості: виробництво — 32,9 %, будівництво — 13,7 %, мистецтво, розваги та відпочинок — 11,5 %, освіта, охорона здоров'я та соціальна допомога — 10,2 %.